# 克什米尔铁路

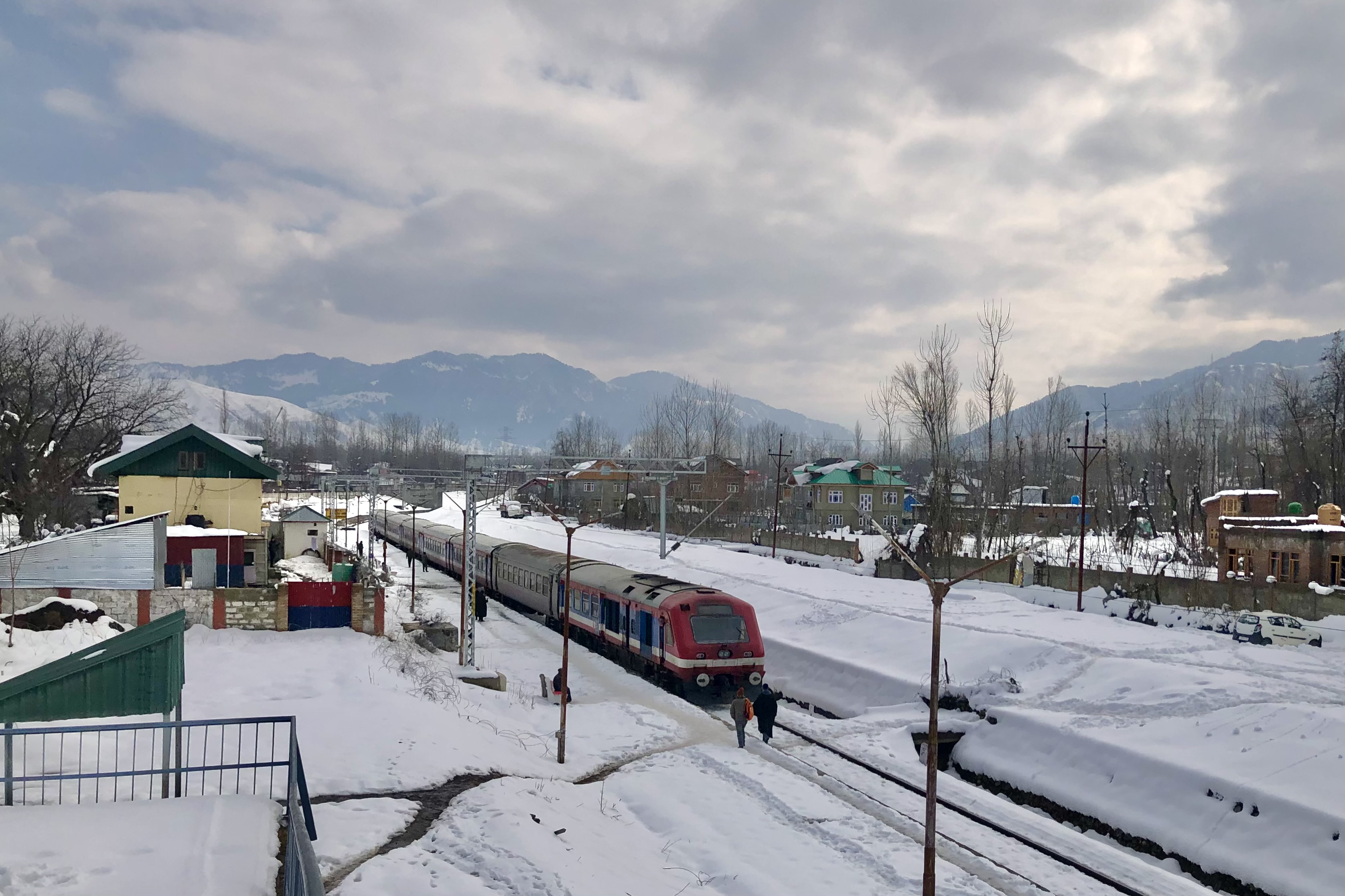
克什米尔铁路

克什米尔铁路又稱查谟 - 巴拉穆拉线，是克什米爾地區第一條鐵路，全长324公里。該鐵路將印度查谟和克什米尔的查谟与巴拉穆拉两地連接起來，並且也與印度的鐵路網相連。該鐵路由印度鐵路负责运营管理。杰纳布铁路桥也是克什米尔铁路的一部分。 2025年6月6日，該鐵路開通。